# WWE 올 스타즈
《WWE 올스타즈》(WWE All Stars)는 THQ 사가 발매한 프로 레슬링 게임이다. 오는 3월 29일에 미국에 먼저 발매될 예정이며
플레이스테이션 2 , 플레이스테이션 3 , 플레이스테이션 포터블 , 엑스박스 360 , 닌텐도 위 용으로 개발되었다. 이 게임에는 전•현직 WWE 슈퍼스타들이 총출동하며, 기존의 WWE 게임과는 달리 빠른 속도의 레슬링 경기를 즐길 수 있다.

## 게임 플레이
WWE 스맥다운 vs 로우 시리즈를 기반으로 한 아케이드 방식의 게임 플레이 방식이 채택되었다. 격투기 게임과 레슬링 게임을 합친 형태의 새로운 레슬링 게임이다. 예를 들면
존 시나의 피니쉬인 애티튜드 어드저스트먼트를 공중 위에서도 구사할 수 있다. 게임 해설은 짐 로스와 제리 롤러가 담당했다.

## 게임 개발
2010년 6월 E3 게임 박람회에서 개발이 발표되었다. WWE 올스타즈는 THQ 샌디에이고 지부 개발팀이 개발한 첫 번째 WWE 게임으로서 대부분의 직원들이 TNA 임팩트! 게임 첫 번째 시리즈를 개발한 미드웨이 샌디에이고 지부 출신이다.